# شعيرية السلطعون
نودلز السلطعون هو طبق فيتنامي تقليدي معروف على نطاق واسع محليًا ودوليًا. يشمل هذا الطبق الشعيرية (حساء النودلز أو أوراق الشعيرية) و «ريو كراب». ريو كراب هو حساء حامض مطبوخ من طوب السلطعون ولحم السلطعون المسحوق ثم يطهى مع الطماطم و الفواكه الحمضية، ويضاف إليه دهون الماء والخل وصلصة السمك والملح وأزهار البصل. غالبًا ما يضاف القليل من صلصة الروبيانإلى البون ريو لزيادة النكهة، ويتم تقديمه مع الخضار النيئة.
بون ريو هو طبق ذو مذاق حامض ومنعش في الصيف، لذا فهو يحظى بشعبية كبيرة لدى الشعب الفيتنامي.

## المقادير
- السلطعون (لحم السلطعون المهروس و  سلطعون القرميد)
- طماطم
- نكهات حامضة مثل  فاكهة عمودية
- بصل جاف، بصل طازج
- التوفو
- الخضار النيئة: بيريلا، البردقوش، زهرة الموز، سبانخ الماء مقسمة
- الخل فجأة
- معجون الروبيان

## كيفية التحضير
السلطعون:
اختر أنثى السلطعون ذات اللون الأصفر (أو لون الحجر) ، اغسلها جيدا وقشرها، أزل الأصداف والمرايل. اسحق جسم السلطعون مع القليل من الملح، واطحنه جيدًا، ضع الماء في وعاء و امزجه مع السلطعون المطحون وحركه حتى يستقر قليلاً لمدة 7 -> 10 ثوانٍ، صب الخليط في مصفاة لتصفية بقايا السلطعون.
بعدها ضع السلطعون المطحون في وعاء كبير و أضف الماء، اعصر لحم السلطعون برفق مع الماء. صب للماء بلطف و كرر الخطوة مرتينحتى يتبقى قاع الوعاء من السلطعون فقط.
تحضير عصير السلطعون:
- يخلط القليل من التوابل مع عصير السلطعون ثم يوضع على الموقد للتسخين على نار متوسطة
- يغلي عصير
- نخرج ونضع لحم السلطعون بشكل منفصل في وعاء

قمامة، يدمر، يهدم:
- طماطم مقطعة، تقلى بزيت الطهي على نار عالية أولاً ثم في قدر من ماء السلطعون مع أسافين الطماطم
- تقطع التوفو إلى قطع صغيرة ثم تقلى بالذهب.
- يضاف الخل إلى القدر فجأة.
- البصل المجفف غير المعطر ثم يصب طوب السلطعون ويقلب جيدا ويطفئ النار.

## روابط خارجية
- Khoa Hoc Cuoc Song